# Annobodillo coecus
Annobodillo coecus es una especie de crustáceo isópodo terrestre de la familia Armadillidae, la única conocida de su género.

## Distribución geográfica
Es endémica de la isla de Annobón (Guinea Ecuatorial).